# Simón Radowitzky
Simón Radowitzky (n. Szymon Radowicki, en ucraïnès, Симон Радовицький; Stepánivtsi (avui a l'óblast de Dnipropetrovsk), Imperi Rus, 10 de setembre o 10 de novembre de 1891 – Mèxic, DF, 29 de febrer de 1956) va ser un militant obrer anarquista ucrainès d'origen jueu.
Va ser un dels més cèlebres presos del penal d'Ushuaia, on va ser condemnat a reclusió perpètua per l'atemptat amb bomba que va matar el cap de policia Ramón Lorenzo Falcón, responsable de la brutal repressió de la setmana roja de 1909 en Buenos Aires. Indultat després de 21 anys, abandonà l'Argentina i lluità en el bàndol repúblicà durant la Guerra Civil Espanyola. Morí a Mèxic, on treballava en una fàbrica de joguines, als 65 anys.